# Regierungsbezirk Königsberg

Regierungsbezirk Königsbergs utbredning (markerat i grönt) i Ostpreussen efter omorganiseringen 1905.

Regierungsbezirk Königsbergs utbredning (markerat i grönt) i Ostpreussen före omorganiseringen 1905.

Regierungsbezirk Königsberg var ett regeringsområde som omfattande nordvästra delen av preussiska provinsen Ostpreussen. Det existerade åren 1808-1945 och huvudort var Königsberg (nuvarande Kaliningrad).
Det hade en yta på 14 010 km² och hade 893 427 invånare 1905,
varav 84,7 procent evangeliska lutheraner, 13,5 procent katoliker och 7 293 judar. Området var efter 1905 indelat i 14 kretsar.
1905 genomfördes en omorganisering av regeringsområdena i Ostpreussen och ett nytt regeringsområde, Regierungsbezirk Allenstein, skapades ur områden från regeringsområdena Gumbinnen och Königsberg.
Efter Tysklands nederlag i andra världskriget 1945 delades regeringsområdet mellan Sovjetunionen och Polen enligt överenskommelsen mellan segrarmakterna i Potsdamkonferensen. Idag består Kaliningrad oblast och Ermland-Masuriens vojvodskap av territorier som tillhörde Königsberg.

## Källa
Den här artikeln är helt eller delvis baserad på material från Nordisk familjebok, Königsberg, 1904–1926.'